# Părvomai
Părvomai (în bulgară Първомай) este un oraș în partea central-sudică a Bulgariei. Aparține de  Obștina Părvomai, Regiunea Plovdiv.

## Demografie
Componența etnică a orașului Părvomai
     Turci (1,56%)
     Bulgari (88,45%)
     Romi (4,92%)
     Nicio identificare (4,96%)
     Altele (0,09%)
La recensământul din 2011, populația orașului Părvomai era de 13.342 locuitori. Din punct de vedere etnic, majoritatea locuitorilor (88,45%) erau bulgari, existând și minorități de romi (4,92%) și turci (1,56%). Pentru 4,96% din locuitori nu este cunoscută apartenența etnică.